# Cornberger Wasser
Das Cornberger Wasser ist ein nur 5,7 km langer, südlicher, orografisch rechter Nebenfluss der Sontra in Nordhessen. Sein Einzugsgebiet beträgt lediglich 11,2 km.
Der Bach entspringt südlich von Cornberg im Landkreis Hersfeld-Rotenburg am Westhang des Großen Bärenkopfs (413 m) im Richelsdorfer Gebirge. Er fließt zunächst etwa 700 m nach Norden, speist dabei zwei kleine Teiche, und biegt dann, etwa 350 m nordöstlich der Nordostausfahrt des Cornberger Tunnels an der Eisenbahnlinie Bebra-Göttingen, nach Nordosten ab. Er fließt kurz darauf am Ort des ehemaligen Klosters Bubenbach vorbei und dann entlang der Bundesstraße 27 östlich vorbei an Cornberg und westlich vorbei am ehemaligen Kloster Cornberg weiter nach Nordosten ins Sontraer Land. Dort mündet der Bach am südlichen Ortsrand von Berneburg in die Sontra.
Das Cornberger Wasser bildet mit der nördlichen Solz und der Bebra die Grenze zwischen dem Richelsdorfer Gebirge im Osten und dem Stölzinger Gebirge im Westen.